# 기후현 제1구
기후현 제1구(岐阜県 第1区)는 일본의 중의원 선거구이다. 1994년 공직선거법으로 신설되었다. 현재 지역구 중의원은 노다 세이코이다.

## 지역
- 기후시

## 역대 중의원 의원
- 노다 세이코 (소속정당: 자유민주당, 임기:1996년 ~ 2009년, 2012년 ~ 현재)
- 시바하시 마사나오 (소속정당: 민주당, 임기:2009년 ~ 2012년)